# أبل 2142
أبل 2142 Abell 2142 ، أو A2142 ، عبارة عن مجموعة مجرات ضخمة مضيئة بالأشعة السينية في كوكبة الإكليل الشمالي Corona Borealis . إنها نتيجة اندماج مستمر بين مجموعتين من المجرات . يبلغ عرض الكتلة المركبة ستة ملايين سنة ضوئية ، وتحتوي على مئات المجرات وما يكفي من الغاز لصنع ألف مجرة أخرى. إنه "أحد أضخم الأجسام في الكون."

## صور الأشعة السينية
تم التقاط الصورة المجاورة في 20 أغسطس 1999 باستخدام مقياس طيف التصوير المتقدم CCD (ACIS) التابع لمرصد شاندرا الفضائي للأشعة السينية في نطاق طاقة الاشعة 0.3-10.0 كيلو إلكترون فولت ، ويغطي مساحة 7.5 × 7.2 دقيقة قوسية . يُظهر "نظام طقس" كوني هائل ناتج عن اصطدام مجموعتين عملاقتين من المجرات. لأول مرة ، تم تتبع جبهات الضغط في النظام بالتفصيل ، وتظهر منطقة مركزية ساطعة ولكنها باردة نسبيًا تبلغ 50 مليون درجة مئوية (بيضاء) مضمنة في سحابة ممدودة كبيرة تبلغ 70 مليون درجة مئوية من الغاز (أرجواني) ، جميعها منها صاخبة في "جو" خافت من غاز 100 مليون درجة مئوية (أرجواني باهت وأزرق غامق). المصدر اللامع في أعلى اليسار هو مجرة نشطة في العنقود.

## حقائق سريعة
يعد Abell 2142 جزءًا من كتالوج Abell للعناقيد المجرية الغنية الذي نشره في الأصل عالم فلك UCLA George O. Abell (1927-1983) في عام 1958. لها انزياح أحمر مركزية الشمس يبلغ 0.0909 (مما يعني أنها تبتعد عنا عند 27250 km / s) وحجم بصري 16.0. يبعد حوالي 1.2 مليار سنة ضوئية (380 متر مكعب ).

## ديناميات الاندماج
جذب أبل 2142 الانتباه بسبب قدرته على إلقاء الضوء على ديناميكيات الاندماجات بين المجرات. تنمو مجموعات المجرات من خلال جاذبية المجموعات والعناقيد الصغيرة. أثناء الاندماج ، تعمل الطاقة الحركية للأجسام المتصادمة على تسخين الغاز بين المجموعات الفرعية ، مما يتسبب في اختلافات ملحوظة في درجة حرارة الغاز. تحتوي هذه الاختلافات على معلومات حول المرحلة والهندسة وسرعة الاندماج. يمكن أن توفر خريطة درجة الحرارة الدقيقة قدرًا كبيرًا من المعلومات حول طبيعة العمليات الفيزيائية الأساسية. لم تكن الأدوات السابقة (مثل ROSAT و ASCA ) تتمتع بقدرات Chandra وXMM-Newton (اثنين من مراصد الأشعة السينية الحالية) ولم تتمكن من رسم خريطة للمنطقة بالتفصيل.
تمكنت Chandra من قياس الاختلافات في درجة الحرارة والكثافة والضغط بدقة عالية. قال مكسيم ماركيفيتش من مركز هارفارد سميثسونيان للفيزياء الفلكية ، كامبريدج ، ماساتشوستس ، والمشرف على الفريق الدولي المشترك في تحليل المشاهدات. "تُظهر خرائط الضغط والكثافة للمجموعة حدودًا حادة لا يمكن أن توجد إلا في البيئة المتحركة للاندماج."
تعتبر انبعاثات الأشعة السينية المرصودة من A2142 سلسة ومتماثلة إلى حد كبير ، مما يشير إلى أنها نتيجة اندماج بين مجموعتين من المجرات شوهدت على الأقل 1-2 مليار سنة بعد العبور الأساسي الأولي لقلوب المجرات . قد يتوقع المرء ملاحظة انبعاث الأشعة السينية غير المتكافئ وواجهات الصدمة الواضحة إذا كان الاندماج في مرحلة مبكرة. "ماركيفيتش " وآخرون اقترحوا أن المجرة المركزية (المعينة G1) لعنقود أكثر ضخامة قد اندمجت مع المجرة المركزية السابقة (G2) للعنقود الأقل ضخامة. تشير المنطقة المركزية الباردة نسبيًا إلى أن التسخين الناجم عن جبهات الصدمات السابقة لم يحدث على القلب المركزي ، وتفاعل فقط مع الغاز المحيط.

## أنظر أيضا
- قائمة مجموعات أبيل
- علم الفلك بالأشعة السينية